# Добжинево-Дуже (гмина)
Добжине́во-Ду́же (пол. Dobrzyniewo Duże) — сельская гмина в Польше, входит как административная единица в Белостокский повет Подляского воеводства. Население — 8698 человек (на 31 декабря 2013 года). Административный центр гмины — деревня Добжинево-Дуже.

## Демография
Данные по переписи на 31 декабря 2013 года:
| Перепись            | Всего | Мужчины | Женщины |
| ------------------- | ----- | ------- | ------- |
| Всего               | 8698  | 4323    | 4375    |
| Городское население | 0     | 0       | 0       |
| Сельское население  | 8698  | 4323    | 4375    |

## Поселения
1. Бохдан
2. Борсукувка
3. Храболы
4. Добжинево-Дуже
5. Добжинево-Фабрычне
6. Добжинево-Косцельне
7. Фасты
8. Гнила
9. Яворувка
10. Кобузе
11. Кописк
12. Козиньце
13. Крынице
14. Куликувка
15. Леньце
16. Летники
17. Нове-Александрово
18. Новосюлки
19. Обрубники
20. Огродники
21. Подленьце
22. Погожалки
23. Поникла
24. Рыбаки
25. Шацилы
26. Залесе

## Соседние гмины
1. Белосток
2. Гмина Хорощ
3. Гмина Чарна-Белостоцка
4. Гмина Кнышин
5. Гмина Крыпно
6. Гмина Тыкоцин
7. Гмина Василькув